# Lijst van voetbalinterlands Cambodja - Vietnam (vrouwen)
Deze lijst van voetbalinterlands is een overzicht van alle officiële voetbalinterlands tussen de nationale vrouwenteams van Cambodja en Vietnam. De landen hebben tot nu toe vijf keer tegen elkaar gespeeld. 

## Wedstrijden
| № | Plaats     | Datum            | Competitie                            | Wedstrijd          | Uitslag |
| - | ---------- | ---------------- | ------------------------------------- | ------------------ | ------- |
| 1 | Chonburi   | 18 augustus 2019 | Zuidoost-Aziatisch kampioenschap 2019 | Vietnam − Cambodja | 10 − 0  |
| 2 | Cẩm Phả    | 14 mei 2022      | Zuidoost-Aziatische Spelen 2021       | Cambodja − Vietnam | 0 − 7   |
| 3 | Biñan      | 7 juli 2022      | Zuidoost-Aziatisch kampioenschap 2022 | Cambodja − Vietnam | 0 − 3   |
| 4 | Phnom Penh | 12 mei 2023      | Zuidoost-Aziatische Spelen 2023       | Vietnam − Cambodja | 4 − 0   |
| 5 | Hải Phòng  | 6 augustus 2025  | Zuidoost-Aziatisch kampioenschap 2025 | Vietnam − Cambodja | 6 − 0   |

## Samenvatting
| Competitie                       | Totaal gespeeld | Winst Cambodja | Gelijk | Winst Vietnam | Doelsaldo Cambodja – Vietnam |
| -------------------------------- | --------------- | -------------- | ------ | ------------- | ---------------------------- |
| Zuidoost-Aziatisch kampioenschap | 3               | 0              | 0      | 3             | 0 − 19                       |
| Zuidoost-Aziatische Spelen       | 2               | 0              | 0      | 2             | 0 − 11                       |
| Totaal                           | 5               | 0              | 0      | 5             | 0 − 30                       |